# Mospat.ru
Mospat.ru — официальный сайт Отдела внешних церковных связей Русской православной церкви. Создан в 1997 году. Имеет версии на русском, английском, греческом, французском и итальянском языках.

## История
В феврале 1997 года отдел внешних церковных сношений (с 2000 года — связей) Московского патриархата открыл официальный сайт Русской православной церкви, который изначально располагался по адресу www.russian-orthodox-church.org.ru. Патриарх Алексий II направил новому сайту приветствие, начинавшееся словами «дорогие братья и сестры, пользователи Интернета!», в нём было сказано о важности освоения интернет-пространства. В феврале 2009 года новоизбранный патриарх Кирилл в числе важнейших своих достижений на посту председателя ОВЦС отметил создание её официального сайта: «Мы первыми создали веб-страницу — не только первый в России официальный православный сайт, об этом даже и говорить не приходится, но и одну из самых первых религиозных интернет-страниц в мире. Сайт Русской православной церкви мы создали раньше, чем свою интернет-страницу создал Ватикан».
В декабре 1999 года «Независимая газета» говорила, что сайт «будет небесполезен тем, кого привлекает внутренняя жизнь Церкви как учреждения. Это почти все. Не стоит искать здесь толкования текстов Священного Писания или виртуального исповедника. Это целиком и полностью информационный проект, прекрасно исполненный. Просто, ясно, исчерпывающе — вещь, созданная обладающими христианским мировоззрением».
7 августа 2001 года было создано зеркало сайта на домене mospat.ru, с декабря 2003 года этот домен окончательно стал основным, а с прежнего осуществилось перенаправление. С 2005 года домен russian-orthodox-church.org.ru прекратил работать. Данный сайт долгое время оставался единственным производителем новостей православия в интернете, на рассылку этого сайта были подписаны редакции всех крупных СМИ, не только церковных, но и общественно-политических. Здесь собрана справочная информация о Церкви и краткая версия её истории, опубликован Устав РПЦ, «Основы социальной концепции РПЦ», «Основные принципы отношения РПЦ к инославию», определения Синода и другие документы.
5 декабря 2008 года появилась информация о перебоях в работе сайта: «Сайт перестал работать практически сразу после того, как только стало известно о кончине Святейшего патриарха, — слишком много посещений».
1 октября 2009 года на домене patriarchia.ru заработал единый официальный сайт Русской православной церкви. В тот же день состоялось обновление портала mospat.ru, который с этого дня стал сайтом отдела внешних церковных связей Московского патриархата. Сайт информировал о текущей деятельности председателя ОВЦС, межправославных и межхристианских отношениях, развиваемых Русской православной церковью, приходах Московского патриархата в дальнем зарубежье. К шести основным разделам сайта, существовавшим на нём ранее (о патриархе Московском и всея Руси, председателе ОВЦС, современной деятельности и истории отдела, новостям, различным церковным документам), добавилась рубрика, посвящённая общецерковной аспирантуре и докторантуре, созданной в том же году. У сайта имелась англоязычная версия, планировалось запустить также версии на греческом, а затем и на итальянском языках, что вскоре было осуществлено. За 2010 год на данных языках было опубликовано в общей сложности более 18 тысяч новостных материалов и документов. 25 февраля 2011 года открылся раздел сайта на французском языке.